# برژراک (مجموعه تلویزیونی)
برژراک (انگلیسی: Bergerac) یک سریال تلویزیونی جنایی بریتانیایی است که در سال ۱۹۸۱ منتشر شد و پخش آن به مدت ۱۰ سال ادامه داشت.

## بازیگران

### اصلی
- جان نتلز
- ترنس الکساندر
- شان آرنولد
- لوئیز جیمسون
- دبورا گرانت
- سیسیل پائولی
- سلیا ایمری
- ترز لیوتار
- آنت بدلند

### میهمان
- نورمن ویزدوم
- برنارد هپتون
- فیلیپ گلنیستر
- جولیان گلاور
- کانی بوث
- ری وینستون
- پرونلا اسکیلز
- لوئیس لومبارد
- رانلد پیکاپ
- چارلز گری
- جان فورجام
- جان موریسون